# José Albuquerque de Araújo
José Albuquerque de Araújo (* 17. Juli 1968 in Manaus, Amazonas) ist ein brasilianischer Geistlicher und römisch-katholischer Bischof von Parintins.

## Leben
José Albuquerque de Araújo studierte Philosophie an der Katholischen Universität von Brasília (1989–1991) und Theologie am Centro de Estudos do Comportamento Humano in Manaus-AM (1992–1995).1995 wurde er zum Diakon geweiht und empfing am 4. August 1996 durch den Erzbischof von Manaus, Luiz Soares Vieira, das Sakrament der Priesterweihe. Anschließend erwarb er an der Päpstlichen Fakultät Nossa Senhora da Assunção in São Paulo das Lizentiat in Dogmatischer Theologie mit Spezialisierung auf Liturgie (1996–1997). Er besuchte auch die Schule für Ausbilder in São Paulo (1996–1997).
Albuquerque de Araujo war Pfarradministrator von Santa Luzia, Imaculado Coração de Maria, São Lázaro und São Francisco de Assis. Er war Koordinator der Berufspastoral der Erzdiözese und Ausbilder von Philosophiestudenten sowie Präfekt für Theologiestudien und Dozent am Instituto de Teologia Pastoral e Ensino Superior da Amazônia (ITEPES). Nach Tätigkeit als Pfarrer der Kathedrale Nossa Senhora da Conceição wurde er Rektor des Erzdiözesanseminars São José.
Am 16. März 2016 ernannte ihn Papst Franziskus zum Titularbischof von Altava und bestellte ihn zum Weihbischof in Manaus. Die Bischofsweihe spendete ihm der Erzbischof von Manaus, Sérgio Eduardo Castriani CSSp, am 19. Juni desselben Jahres. Mitkonsekratoren waren Mário Pasqualotto PIME und Mário Antônio da Silva, Weihbischöfe in Manaus. Innerhalb der brasilianischen Bischofskonferenz ist er Mitglied der bischöflichen Kommission für die geweihten Dienste und das geweihte Leben.
Papst Franziskus bestellte ihn am 21. Dezember 2022 zum Bischof von Parintins. Die Amtseinführung erfolgte am 12. Februar 2023.